# Carlo Ferdinando Landolfi
Carlo Ferdinando Landolfi (Milán, 1715 - Baveno, 22 de noviembre de 1784) fue un lutier italiano; fue un maestro lutier activo en la Italia del siglo XVIII durante la época dorada de la fabricación de instrumentos de cuerda.

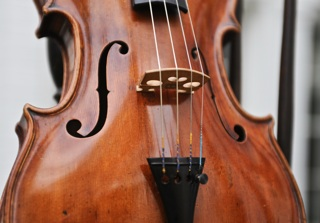
Viola de Landolfi, construida en 1753

## Biografía
Landolfi probablemente nació en Milán en 1715 y después de su aprendizaje en Cremona, regresó a Milán en 1734, con 20 años, y estableció su propio taller. Como indican las etiquetas de los instrumentos, trabajó en la "Contrada Santa Margherita, al Segno della Sirena", en la metrópoli central de Lombardía, en el centro de la frenética actividad mercantil y artística de la ciudad.
Estuvo activo en Milán entre 1745 y 1775 y a lo largo de los años, se convirtió en un lutier de renombre internacional, a la par de Stradivari, Guarneri del Gesù y Pietro Guarneri. Los instrumentos que creó todavía los tocan los mejores violinistas y violistas en las grandes salas de conciertos de todo el mundo.
Su carrera siguió en Milán durante toda su vida. Se cree que murió en Baveno el 22 de noviembre de 1784.

## Instrumentos
Landolfi puede haber sido el último de los maestros lutieres italianos clásicos en utilizar los métodos de construcción y la mezcla de barnices cremoneses. Para sus instrumentos, eligió con cuidado las maderas y utilizó magníficos barnices de un tono particularmente sugerente.
Los mejores instrumentos de Landolfi tienen similitudes con la obra de Guarneri del Gesu, pero los Landolfi tienen unas características únicas que reflejan un refinamiento constante a lo largo de su carrera. Por ejemplo, había desarrollado un enfoque que aumentaba el arco de cada violín y el vientre de la viola en relación con la parte posterior. Y su cuidadosa elaboración incluyó tallas particularmente elegantes, a menudo más pequeñas y más anchas que en los instrumentos de otros maestros lutieres.
Es importante destacar que los instrumentos de Landolfi poseen un tono lleno de gran poder sonoro en la línea de los Guarneri. Por eso, a lo largo de los siglos, los Landolfi han sido apreciados por los grandes violinistas solistas.
Entre los músicos que han sido propietarios de Landolfis se encuentra el violinista húngaro Carl Flesch, (1873-1944).